# HC Uničov
HC Uničov (celým názvem: Hockey Club Uničov) je český klub ledního hokeje, který sídlí v Uničově v Olomouckém kraji. Založen byl v roce 1996. Od sezóny 2016/17 působí v Moravskoslezské krajské lize, čtvrté české nejvyšší soutěži ledního hokeje. Klubové barvy jsou černá, žlutá a červená.
První hokejové zápasy se v Uničově hrály již v 50. letech 20. století na venkovním přírodní ledě. Stavba stadionu byla zahájena v roce 1973, na umělém ledě se poprvé hrálo v podzimních měsících roku 1974. Zimní stadion byl dokončen ve druhé polovině 70. let (1977 a 1978: tribuny a zázemí, 1979: střecha). Hokejisté od roku 1974 hráli pod místní tělovýchovnou jednotou, od které se odštěpili jako samostatný klub v roce 1996. V sezoně 2007/08 se Uničov umístil na 10. místě skupiny východ 2. ligy, ve které tak pro následující sezonu zůstal nadále. V sezoně 2010/11 klub po neúspěšné baráži sestupuje do krajského přeboru.
V klubu působí i oddíl ženského ledního hokeje, který v letech 2010–2017 působil v nejvyšší soutěži. Od sezóny 2017/18 působí v 1. lize – sk. B, druhé české nejvyšší soutěži ženského ledního hokeje.
Své domácí zápasy odehrává na zimním stadionu Uničov s kapacitou 3 320 diváků.

## Přehled ligové účasti

### Umístění mužů
Stručný přehled
Zdroj:
- 1997–1998: Severomoravský krajský přebor (4. ligová úroveň v České republice)
- 1998–2006: 2. liga – sk. Východ (3. ligová úroveň v České republice)
- 2006–2007: Moravskoslezský krajský přebor (4. ligová úroveň v České republice)
- 2007–2011: 2. liga – sk. Východ (3. ligová úroveň v České republice)
- 2011–2012: Jihomoravská a Zlínská krajská liga (4. ligová úroveň v České republice)
- 2012–2013: Moravskoslezská krajská liga (4. ligová úroveň v České republice)
- 2013–2015: Jihomoravská a Zlínská krajská liga (4. ligová úroveň v České republice)
- 2015–2016: Moravskoslezská krajská liga (4. ligová úroveň v České republice)
- 2016–2020 : Jihomoravská a Zlínská krajská liga (4. ligová úroveň v České republice)
- 2020–: Moravskoslezská krajská liga (4. ligová úroveň v České republice)

Jednotlivé ročníky
Zdroj:
Legenda: ZČ – základní část, JMK – Jihomoravský kraj, ZLK – Zlínský kraj, červené podbarvení – sestup, zelené podbarvení – postup, fialové podbarvení – reorganizace, změna skupiny či soutěže
| Česko (1997 – ) |                                     |           |           |                                       |                                |
| Sezóny          | Soutěž                              | Úroveň    | ZČ        | Play-off, nadstavba, sk. o udržení... | Poznámky                       |
| 1997/98         | Severomoravský krajský přebor       | 4. úroveň | 1. místo  |                                       | Baráž                          |
| 1998/99         | 2. liga – sk. Východ                | 3. úroveň | 13. místo | Ne                                    | sk. o udr.                     |
| 1999/00         | 2. liga – sk. Východ                | 3. úroveň | 7. místo  | Semifinále                            |                                |
| 2000/01         | 2. liga – sk. Východ                | 3. úroveň | 11. místo | Ne                                    |                                |
| 2001/02         | 2. liga – sk. Východ                | 3. úroveň | 5. místo  | Semifinále                            |                                |
| 2002/03         | 2. liga – sk. Východ                | 3. úroveň | 12. místo | Ne                                    | Baráž                          |
| 2003/04         | 2. liga – sk. Východ                | 3. úroveň | 9. místo  | Ne                                    | sk. o udr.                     |
| 2004/05         | 2. liga – sk. Východ                | 3. úroveň | 11. místo | Ne                                    | sk. o udr.                     |
| 2005/06         | 2. liga – sk. Východ                | 3. úroveň | 12. místo | Ne                                    | Baráž                          |
| 2006/07         | Moravskoslezský krajský přebor      | 4. úroveň | 3. místo  |                                       | Koupě licence od Dvora Králové |
| 2007/08         | 2. liga – sk. Východ                | 3. úroveň | 10. místo | Ne                                    |                                |
| 2008/09         | 2. liga – sk. Východ                | 3. úroveň | 7. místo  | Čtvrtfinále                           |                                |
| 2009/10         | 2. liga – sk. Východ                | 3. úroveň | 10. místo | Ne                                    |                                |
| 2010/11         | 2. liga – sk. Východ                | 3. úroveň | 15. místo | Ne                                    | Baráž                          |
| 2011/12         | Jihomoravská a Zlínská krajská liga | 4. úroveň | 11. místo | Předkolo ZLK                          | Přechod do jiného kraje        |
| 2012/13         | Moravskoslezská krajská liga        | 4. úroveň | 5. místo  | Finále                                | Přechod do jiného kraje        |
| 2013/14         | Jihomoravská a Zlínská krajská liga | 4. úroveň | 1. místo  |                                       | Baráž                          |
| 2014/15         | Jihomoravská a Zlínská krajská liga | 4. úroveň | 6. místo  | Vítěz play-off JMK                    | Přechod do jiného kraje        |
| 2015/16         | Moravskoslezská krajská liga        | 4. úroveň | 5. místo  |                                       | Přechod do jiného kraje        |
| 2016/17         | Jihomoravská a Zlínská krajská liga | 4. úroveň | 6. místo  | Čtvrtfinále                           |                                |
| 2017/18         | Jihomoravská a Zlínská krajská liga | 4. úroveň | 5. místo  | Finále                                |                                |
| 2018/19         | Jihomoravská a Zlínská krajská liga | 4. úroveň | 7. místo  | Čtvrtfinále                           |                                |
| 2019/20         | Jihomoravská a Zlínská krajská liga | 4. úroveň | 4. místo  | Čtvrtfinále                           | Přechod do jiného kraje        |
| 2020/21         | Moravskoslezská krajská liga        | 4. úroveň | 3. místo  | Ne                                    | Zrušeno                        |
| 2021/22         | Moravskoslezská krajská liga        | 4. úroveň | 5. místo  | Čtvrtfinále                           |                                |
| 2022/23         | Moravskoslezská krajská liga        | 4. úroveň | 3. místo  | Finále                                |                                |
| 2023/24         | Moravskoslezská krajská liga        | 4. úroveň | 3. místo  | Finále                                |                                |
| 2024/25         | Moravskoslezská krajská liga        | 4. úroveň | 6. místo  | Semifinále                            |                                |

### Umístění žen
Stručný přehled
Zdroj:
- 2010–2011: 1. liga (1. ligová úroveň v České republice)
- 2011–2012: 1. liga – sk. C (1. ligová úroveň v České republice)
- 2012–2017: 1. liga – divize B (1. ligová úroveň v České republice)
- 2017– : 1. liga – sk. B (2. ligová úroveň v České republice)

Jednotlivé ročníky
Zdroj:
Legenda: ZČ – základní část, červené podbarvení – sestup, zelené podbarvení – postup, fialové podbarvení – reorganizace, změna skupiny či soutěže
| Česko (2010 – ) |                    |           |          |                                       |              |
| Sezóny          | Soutěž             | Úroveň    | ZČ       | Play-off, nadstavba, sk. o udržení... | Poznámky     |
| 2010/11         | 1. liga            | 1. úroveň | ?. místo |                                       | Reorganizace |
| 2011/12         | 1. liga – sk. C    | 1. úroveň | 3. místo | Nadstavba G (3. místo)                | Reorganizace |
| 2012/13         | 1. liga – divize B | 1. úroveň | 4. místo |                                       |              |
| 2013/14         | 1. liga – divize B | 1. úroveň | 4. místo |                                       |              |
| 2014/15         | 1. liga – divize B | 1. úroveň | 5. místo |                                       |              |
| 2015/16         | 1. liga – divize B | 1. úroveň | 4. místo |                                       |              |
| 2016/17         | 1. liga – divize B | 1. úroveň | 4. místo |                                       | Reorganizace |
| 2017/18         | 1. liga – sk. B    | 2. úroveň | 4. místo |                                       |              |
| 2018/19         | 1. liga – sk. B    | 2. úroveň | 4. místo |                                       |              |
| 2019/20         | 1. liga – sk. B    | 2. úroveň | 4. místo |                                       |              |
| 2020/21         | 1. liga – sk. B    | 2. úroveň | 3. místo |                                       |              |
| 2021/22         | 1. liga – sk. B    | 2. úroveň | 2. místo |                                       | Reorganizace |
| 2022/23         | 1. liga – sk. B    | 2. úroveň | 4. místo |                                       |              |
| 2023/24         | 1. liga – sk. B    | 2. úroveň | 5. místo |                                       |              |